# ليزلي ويليام لي
ليزلي ويليام لي هو موظف مدني وسياسي سيراليوني، ولد في 23 فبراير 1921، وتوفي في 13 أبريل 1980 في مونروفيا في ليبيريا. انتخب وزير الخارجية والتعاون الدولي في سيراليون ‏ (1967 – 1968).